# العلاقات السريلانكية الكمبودية
العلاقات السريلانكية الكمبودية هي العلاقات الثنائية التي تجمع بين سريلانكا وكمبوديا.

## مقارنة بين البلدين
هذه مقارنة عامة ومرجعية للدولتين:
| وجه المقارنة                                              | سريلانكا                         | كمبوديا                   |
| --------------------------------------------------------- | -------------------------------- | ------------------------- |
| المساحة (كم2)                                             | 65.61 ألف                        | 181.03 ألف                |
| عدد السكان (نسمة)                                         | 21.44 مليون                      | 16.01 مليون               |
| الكثافة السكانية (ن./كم²)                                 | 326.78                           | 88.44                     |
| العاصمة                                                   | سري جاياواردنابورا كوتي، كولمبو  | بنوم بنه                  |
| اللغة الرسمية                                             | اللغة السنهالية، اللغة التاميلية | اللغة الخميرية            |
| العملة                                                    | روبية سريلانكي                   | ريال كمبودي، دولار أمريكي |
| الناتج المحلي الإجمالي (بليون دولار)                      | 87.17 مليار                      | 22.16 مليار               |
| الناتج المحلي الإجمالي (تعادل القوة الشرائية) بليون دولار | 246.62 مليار                     | 54.37 مليار               |
| الناتج المحلي الإجمالي الاسمي للفرد دولار أمريكي          | 3.93 ألف                         | 1.16 ألف                  |
| الناتج المحلي الإجمالي للفرد دولار أمريكي                 | 11.11 ألف                        | 3.26 ألف                  |
| مؤشر التنمية البشرية                                      | 0.757                            | 0.555                     |
| رمز المكالمات الدولي                                      | +94                              | +855                      |
| رمز الإنترنت                                              | .lk،                             | .kh                       |
| المنطقة الزمنية                                           | ت ع م+05:30                      | ت ع م+07:00               |

## منظمات دولية مشتركة
يشترك البلدان في عضوية مجموعة من المنظمات الدولية، منها:
| علم المنظمة | اسم المنظمة                               | تاريخ انضمام سريلانكا | تاريخ انضمام كمبوديا |
| ----------- | ----------------------------------------- | --------------------- | -------------------- |
|             | بنك التنمية الآسيوي                       | 1966                  | 1966                 |
|             | مؤسسة التنمية الدولية                     | 27 يونيو 1961         | 22 يوليو 1970        |
|             | يونسكو                                    | 14 نوفمبر 1949        | 3 يوليو 1951         |
|             | وكالة ضمان الاستثمار متعدد الأطراف        | 27 مايو 1988          | 1 ديسمبر 1999        |
|             | الأمم المتحدة                             | 14 ديسمبر 1955        | 14 ديسمبر 1955       |
|             | الاتحاد البريدي العالمي                   | ?                     | ?                    |
|             | البنك الدولي للإنشاء والتعمير             | 29 أغسطس 1950         | 22 يوليو 1970        |
|             | منتدى آسيان الإقليمي ‏                     | ?                     | ?                    |
|             | الاتحاد الدولي للاتصالات                  | 1897                  | 10 أبريل 1952        |
|             | منظمة حظر الأسلحة الكيميائية              | ?                     | ?                    |
|             | مؤسسة التمويل الدولية                     | 20 يوليو 1956         | 26 مارس 1997         |
|             | المركز الدولي لتسوية المنازعات الاستشارية | 11 نوفمبر 1967        | 19 يناير 2005        |
|             | منظمة التجارة العالمية                    | ?                     | ?                    |
|             | منظمة الشرطة الجنائية الدولية             | ?                     | ?                    |

## وصلات خارجية
- موقع وزارة الخارجية السريلانكية
- موقع وزارة الخارجية الكمبودية